# Vampire : Le Requiem
Vampire : Le Requiem (Vampire: The Requiem) est un jeu de rôle contemporain-fantastique, publié par White Wolf Publishing en août 2004. Son univers de jeu est le Nouveau Monde des Ténèbres également publié en 2004; à ce titre, son univers n'a pas de lien avec celui de Vampire : la Mascarade, considéré comme étant moins réaliste et moins sombre.

## Présentation

### Éditions
Une première édition française a été publiée par Hexagonal en mai 2005. Une seconde édition française est publiée par le Studio Agate en mai 2017.

### L'Univers du jeu
Vampire : le Requiem est présenté par ses auteurs comme un jeu de rôle gothique contemporain avec l'introduction suivante :
« Ce n'est pas l'abandon de la Mort
Pas plus que ce n'est le souffle de la Vie.
C'est un chant funèbre,
L'Interlude musical entre la Vie et la Mort
Qu'est ce Requiem... »
Les sources d'inspiration pour ce jeu sont multiples. On retrouve bien évidemment l'influence de l'œuvre littéraire d'Anne Rice et de ses célèbres Chroniques de Vampires : Entretien avec un Vampire, Lestat le Vampire, La Reine des Damnés, mais également d'autres classiques tels que Dracula de Bram Stoker ou encore le film Nosferatu le vampire réalisé en 1922 par F.W. Murnau et bien d'autres encore. 
Les différents archétypes répondent aux différentes légendes concernant les vampires, présentant tour à tour des monstres répugnants, des prédateurs bestiaux ou de sombres séducteurs, mais qui vivent dans tous les cas dans un monde caché et fortement codifié afin de les protéger de leur propre nature. Leur société est donc un terreau fertile pour des machinations de toutes sortes dont les origines sont parfois des rancunes séculaires. 
À l'instar de la société qu'il présente, les règles de jeu sont très précises. À ce titre, il bénéficie d'un lexique spécifique issu de la première version du Monde des Ténèbres : les vampires se nomment eux-mêmes les Damnés ou les Semblables, le sang est appelé Vitae, leurs pouvoirs surnaturels sont des Disciplines, etc. Ceci permettant de faire vivre l'univers et participant à l'immersion des joueurs. La société vampirique reste cachée du monde des mortels en suivant la loi de la Mascarade, qui impose que le surnaturel ne doit pas être connu de l'humanité. Elle est divisée en rangs et en titres et la plupart des communautés de vampires suivent un régime féodal. Chaque Damné a sa propre vision du monde et du rôle qu'il doit jouer sur Terre ou de la raison de sa propre existence. La plupart sont regroupés dans des Ligues, des groupes partageant une idéologie religieuse et/ou politique propre et qui se battent régulièrement pour la domination d'un territoire. 
L'origine des vampires n'est pas déterminée, au contraire de la précédente édition où elle était imposée. Quelques factions se font une idée sur le sujet sans parti pris de la narration. Les premières traces écrites de leur existence semblent remonter à l'antiquité romaine mais le jeu propose tout un panel d'hypothèses. 

## Ligues
Une ligue est donc un groupe de vampires non-liés par le sang mais partageant une même conviction ou une même philosophie. 
Le Cercle de la Sorcière : le Cercle vénère plusieurs personnages féminins (Lilith, Kali... ) en un amalgame créateur des Semblables, la Mère de Tous les Monstres, aussi appelée la Sorcière. Considérés comme païens par les factions vampiriques plus conservatrices, en particulier par l'Invictus et surtout la Lancea Sanctum, le Cercle compte sur la rédemption à travers les rites sanglants de la ligue et considère le Vampirisme comme une évolution (sur)naturelle et non comme une malédiction imposée par un Dieu hypothétique. 
L'Invictus : la Ligue est composée par l'Aristocratie de la Nuit et souvent par la plupart des Anciens. Néo-féodale et corrompue de l'intérieur, cette Ligue est néanmoins la plus puissante, influente et la plus vieille de toute. Elle puise sa force dans la tradition et prétend remonter à la Camarilla de la Rome impériale. Pour eux, seul le pouvoir compte : ceux qui l'ont le méritent, ceux qui ne peuvent le garder finissent par le perdre au profit d'un leader plus responsable et plus compétent. 
La Lancea Sanctum : le "Sanctuaire de la Lance" puise son spiritualisme dans l'histoire biblique. Cette ligue cherche à influencer la Société des Semblables autour d'elle en suivant les préceptes du centurion romain Longinus, qui transperça le flanc du Christ avec sa lance et fut condamné à la malédiction du vampirisme. La ligue pratique une magie qui puise dans les éléments de l'Ancien Testament, du temps où la présence de Dieu était manifeste. Ce groupe religieux est donc dérivé des croyances monothéistes occidentales et moyen-orientales (particulièrement inspiré par le catholicisme). 
Le Mouvement Cartien : le Mouvement Cartien cherche à réconcilier la Société Vampirique avec les structures gouvernementales (Démocratie) et les systèmes sociaux modernes (laïcité). Dans de nombreuses villes du monde, le mouvement est présent, mais a plus un rôle de contre-pouvoir que de système gouvernemental révolutionnaire. Il prône un régime démocratique et égalitaire chez une race de prédateurs sanguinaires où tout est basé sur le Sang et le Pouvoir. Les adeptes de ce mouvement sont surtout de jeunes vampires. 
L'Ordo Dracul : une faction néo-victorienne de vampires érudits similaire à une société secrète. Elle puise dans un savoir et des rituels mystiques qui permettent à ses membres de se "transcender" et d'ignorer certains aspects de la Malédiction : marcher au Soleil, consommer moins de Vitae. Cette ligue prétend être issue de l'historique Comte Vlad Tepes, Dracula lui-même, qui aurait transcendé son état vampirique et aurait gagné le titre de Semblable le plus parfait.
D'autres factions sont présentées mais elles n'occupent qu'une place mineure et anecdotique dans l'univers.
Les Damnés qui ne suivent aucune Ligue sont appelés des non-affiliés et sont généralement mal perçus par les autres.

## Clans
Au-delà des factions mystico-politiques que sont les ligues, un Semblable est aussi issu d'un des six clans suivants. 
Les Daevas : Émotifs et passionnés, ils sont les prédateurs sensuels de la race vampirique. La plupart sont de beaux esthètes ou éphèbes qui se servent de leurs charmes naturels ou surnaturels pour combler leurs besoins sociaux et s'imposer dans les sociétés mortelles et vampiriques. 
Les Gangrels : Sauvages, primaux et bestiaux, ils sont l'archétype du vampire brutal. Ces prédateurs, suprêmes parmi les Damnés, possèdent d'impressionnants pouvoirs de métamorphose et de combat. Chez eux, la Bête est particulièrement présente et influe sur leur comportement, les rendant à la fois plus distants et agressifs. 
Les Mekhets : Ténébreux, discrets et sages, ils sont liés aux Ombres, aux mystères et aux secrets. Ce sont souvent les arbitres, les informateurs ou les conseillers des autres Vampires, quand ils ne les gouvernent pas secrètement depuis ces mêmes Ombres. 
Les Nosferatus : Discrets, forts mais terrifiants, ils sont affligés d'une tare physique ou psychique qui les rend repoussants pour la plupart des mortels et des autres Vampires. Exclus de la Société Vampirique, ils cultivent leur force et leurs terrifiants pouvoirs de Cauchemar qui peuvent effrayer même le plus arrogant des Anciens. 
Les Ventrues : Royal, majestueux et arrogant, ce clan se considère comme étant l'élite de la Société Vampirique et comme étant le seul digne de diriger les autres Damnés par la Mascarade. 
Les Dukhans : Cauchemardesque et clairvoyant, à cheval entre deux mondes, ce clan ancien qui se détacha autrefois des Mekhets entretient une relation étroite avec la partie de l’Astral appelée le Rêve Primordial, où les créatures de cauchemar connues sous le nom de Begotten ont leur repaire. Disséquant l'inconscient collectif, il est familier des désirs les plus lumineux et des plus sombres hantises de l’humanité.
Il existe aussi des lignées de Sang mineures, dérivées de l'un des cinq clans. 

## Adaptation
En 2004, New Line Cinema achète les droits d'adaptation au cinéma de Vampire : Le Requiem. Adam Fields est prévu à la production, sous la supervision de Luke Ryan et Magnus Kim, alors eux-mêmes producteurs exécutifs de New Line. Néanmoins, aucun scénario n'est dévoilé.